# うりずんの会

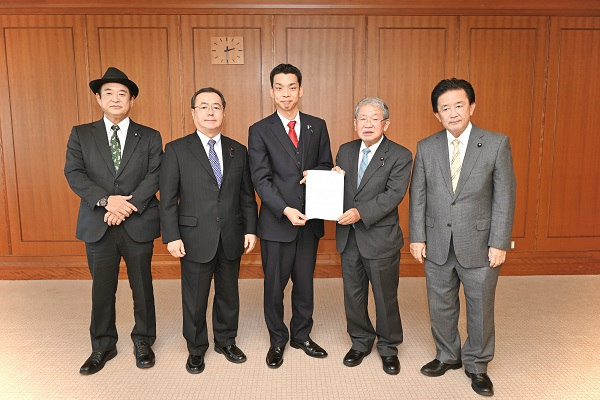
防衛省へ要請を行ううりずんの会（2022年）

うりずんの会（うりずんのかい）は、沖縄県選出・出身の野党国会議員で2013年2月に結成された議員連盟。
沖縄県に関する政策に関し、辺野古埋め立て反対、オスプレイ配備反対、TPP参加反対などを掲げ、定例会や所属議員合同での視察、申し入れを行っているほか、有識者を招いた学習会を行うとしている。
「うりずん」とは沖縄で春分から梅雨入りまでの、新緑の初夏の季節のこと。
自民党所属の沖縄選出・出身の国会議員団に「かけはしの会」（会長・西銘恒三郎衆議院議員）があり、うりずんの会では目的遂行のためかけはしの会とも連携していくとしている。

## 来歴
- 2013年
  - 2月25日 - 国会内で記者会見を開催し結成を発表。同時に、同年夏に予定される参院選に沖縄県選挙区から出馬予定の糸数慶子を会として推薦することを発表[1]。
  - 3月8日 - かけはしの会所属議員らとともにJA沖縄中央会の小那覇安優会長らと国会内で会談し、TPP参加反対の協力要請を受ける[2]。
  - 3月16日 - 高江ヘリパッド工事現場視察。
  - 3月25日 - 沖縄県庁副知事室で与世田副知事と会見し、仲井眞弘多県知事あてに、4月28日に行われる予定であった「主権回復の日」政府式典への不参加と、前週末、県に提出された辺野古埋立申請願書の不承認を求める申入れを行う[3]。
  - 5月19日 - 橋下徹大阪市長の従軍慰安婦、米軍への風俗活用発言についての一連の問題発言に関して東京・永田町の衆議院第2議員会館で記者会見を開き、発言の撤回と謝罪を求めた。[4]
  - 12月27日 - 仲井眞知事が辺野古埋立を承認したことに対して抗議し、即刻辞任を求める緊急声明を発表した。同時に翌1月の名護市長選挙にて現職の稲嶺進を全面的に支援することを表明[5]。
- 2014年
  - 3月25日 - 八重山教科書問題に関し、文部科学省に抗議声明文と質問状を手渡し、担当の前川喜平中等教育局長から「採択地区の設定を具体的に裁量する権限が県教育委員会にある」という見解を引き出した[6]。
  - 4月8日 - 参議院議員会館で開かれた八重山地区の教科書採択方針是正要求に抗議する集会に会として出席[7]。
- 2019年7月23日 - 沖縄県東村高江の米軍北部訓練場のN1地区ゲート前に住民が監視用に設置したテントなどを2日夜に米軍が一方的に撤去した問題で、沖縄防衛局に対しテントの原状回復を要請。防衛局側はテントの設置場所は米軍の施設区域内で、「（米軍は）日米地位協定に基づいて必要な措置を取ることができる」として米軍側の対応に問題はなかったとの立場を表明した[8]。

## 所属議員
- 赤嶺政賢（日本共産党、衆） - 会長
- 伊波洋一（無所属、会派は沖縄の風、参） - 事務局長
- 新垣邦男（社会民主党[9]、衆）
- 屋良朝博（立憲民主党、衆）

## 元所属議員
- 山内徳信（社会民主党） - 2013年参院選で引退。
- 仲里利信（無所属） - 2017年衆院選で落選。
- 玉城デニー（自由党） - 元事務局長。2018年沖縄県知事選挙立候補により議員辞職、現沖縄県知事。
- 糸数慶子（沖縄社会大衆党、会派は沖縄の風） - 2019年参院選で引退。
- 照屋寛徳（社会民主党） - 元会長。2021年衆院選で引退。2022年4月死去。
- 高良鉄美[10]（沖縄社会大衆党、会派は沖縄の風、参） - 2025年参院選で引退。